# Arnold Schwassmann

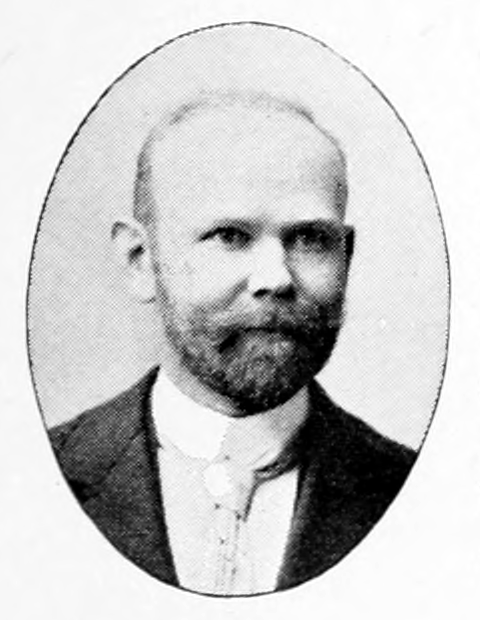
Arnold Schwassmann

Friedrich Karl Arnold Schwassmann (* 25. März 1870 in Hamburg; † 19. Januar 1964 ebenda) war ein deutscher Astronom.

## Leben
Arnold Schwassmann war der Sohn eines Kaufmanns und besuchte das Johanneum in Hamburg mit dem Abitur 1888. Er promovierte nach dem Studium der Mathematik, Physik und Astronomie in Leipzig, Berlin und Göttingen 1893 in Göttingen mit einer Arbeit über den Merkur-Transit von 1891. Danach war er bis 1895 am Astrophysikalischen Observatorium in Potsdam und Assistent an der Sternwarte in Göttingen. Er ging 1897 auf Einladung von Max Wolf an die neue Heidelberger Sternwarte auf dem Königstuhl. 1901/2 war er wissenschaftliche Hilfskraft am Chronometer-Prüfungsinstitut der Seewarte Hamburg und ab 1902 auf Einladung von Richard Reinhard Emil Schorr Observator an der Hamburger Sternwarte, an deren Neubau in Bergedorf er mitwirkte. Im Ersten Weltkrieg arbeitete er an den Gezeiten-Rechenmaschinen in Potsdam und Wilhelmshaven. Er blieb an der Sternwarte Bergedorf bis zu seiner Pensionierung 1934. Außerdem lehrte er Astrophysik an der nach dem Ersten Weltkrieg neu gegründeten Hamburger Universität.
Sein Hauptwerk war die spektrale Durchmusterung der 115 Kapteynschen Eichfelder der Himmelsnordkugel, durchgeführt 1925 bis 1934 und veröffentlicht 1935 bis 1953.
Durch Senatsbeschluss wurde im April 2024 die in Bergedorf gelegene Schwaßmannhöhe, ein Fußweg in der Nähe der Sternwarte, nach ihm benannt. Der Weg hieß seit 1955 Schorrhöhe. Die Umbenennung erfolgte aufgrund einer Studie der „Kommission zum Umgang mit NS-belasteten Straßennamen in Hamburg“.

## Entdeckungen
Er entdeckte zusammen mit Max Wolf 22 Asteroiden, sowie zusammen mit seinem Kollegen Arthur Arno Wachmann die periodischen Kometen 29P/Schwassmann-Wachmann, 31P/Schwassmann-Wachmann und 73P/Schwassmann-Wachmann.
Der Asteroid (989) Schwassmannia ist nach ihm, seinem Entdecker, benannt.
| Asteroid            | Datum der Entdeckung | Mitentdecker |
| ------------------- | -------------------- | ------------ |
| (435) Ella          | 11. September 1898   | mit Max Wolf |
| (436) Patricia      | 13. September 1898   | mit Max Wolf |
| (442) Eichsfeldia   | 15. Februar 1899     | mit Max Wolf |
| (443) Photographica | 17. Februar 1899     | mit Max Wolf |
| (446) Aeternitas    | 27. Oktober 1899     | mit Max Wolf |
| (447) Valentine     | 27. Oktober 1899     | mit Max Wolf |
| (448) Natalie       | 27. Oktober 1899     | mit Max Wolf |
| (449) Hamburga      | 31. Oktober 1899     | mit Max Wolf |
| (450) Brigitta      | 10. Oktober 1899     | mit Max Wolf |
| (454) Mathesis      | 28. März 1900        |              |
| (455) Bruchsalia    | 22. Mai 1900         | mit Max Wolf |
| (456) Abnoba        | 4. Juni 1900         | mit Max Wolf |
| (457) Alleghenia    | 15. September 1900   | mit Max Wolf |
| (458) Hercynia      | 21. September 1900   | mit Max Wolf |
| (905) Universitas   | 30. Oktober 1918     |              |
| (906) Repsolda      | 30. Oktober 1918     |              |
| (912) Maritima      | 27. April 1919       |              |
| (947) Monterosa     | 27. Februar 1921     |              |
| (989) Schwassmannia | 18. November 1922    |              |
| (1192) Prisma       | 17. März 1931        |              |
| (1303) Luthera      | 16. März 1928        |              |
| (1310) Villigera    | 28. Februar 1932     |              |